# Pozzol Groppo
Pozzol Groppo är en ort och kommun i provinsen Alessandria i regionen Piemonte i Italien. Kommunen hade 291 invånare (2018).